# Gerzen (Alfeld)
Gerzen ist ein südwestlich gelegener Ortsteil der Stadt Alfeld (Leine) im Landkreis Hildesheim in Niedersachsen. Durch den Ort, der auch von der Bundesstraße 3 berührt wird, führt die L 484.

## Geografie
Der Ort liegt zwischen dem Reuberg im Westen, dem Zwisberg bzw. Humberg im Osten und dem Steinberg im Süden. Die Leine fließt weiter östlich hinter dem Schlehberg.

## Geschichte
Erste urkundliche Erwähnung findet der Ort im Jahr 854 in der Chronik des Klosters Corvey als „Gherdageshusi“, also „Haus des Gerdag“. Nach im Ort lebendiger mündlicher Überlieferung soll Gerdag drei Söhne gehabt haben. Während der älteste, der nach dem Vater hieß, den väterlichen Rodungshof übernahm, mussten die jüngeren Söhne Wardo und Brunkeri sich eigene Hofstellen einrichten. Aus diesen gingen die Nachbardörfer Warzen und Brunkensen hervor.
Im Zuge der Gebiets- und Verwaltungsreform hat Gerzen am 1. März 1974 seine Selbständigkeit verloren und ist seitdem ein Ortsteil der Stadt Alfeld (Leine).

## Politik

### Ortsrat
Ortsratswahl 2021
Der Ortsrat, der den Ortsteil Gerzen vertritt, setzt sich aus fünf Mitgliedern zusammen. Die Ratsmitglieder werden durch eine Kommunalwahl für jeweils fünf Jahre gewählt.
Bei der Kommunalwahl 2021 ergab sich folgende Sitzverteilung:
| Ortsrat 2021Insgesamt 5 Sitze - SPD: 2 - BAL: 2 - CDU: 1 |

### Ortsbürgermeister
Der Ortsbürgermeister ist Uwe Höltgebaum (BAL – Die Unabhängigen). Sein Stellvertreter ist Patrick Gensicke (SPD).

### Wappen
Der Entwurf des Kommunalwappens der ehemals selbstständigen Gemeinde Gerzen stammt von dem Heraldiker und Wappenmaler Gustav Völker, der sämtliche Wappen in der Region Hannover entworfen hat. Der Gemeinde wurde das Ortswappen am 10. August 1938 durch den Oberpräsidenten der Provinz Hannover verliehen. Der Landrat aus Alfeld überreichte es am 24. April 1939.
| Wappen von Gerzen | Blasonierung: „In Gold ein blauer Pfahl, belegt mit einer golden gestielten, nach rechts gekehrten, aufrechtstehenden silbernen Streitaxt.“ |
| Wappen von Gerzen | Wappenbegründung: Gerzen liegt im Zuge der mittelalterlichen Landwehr der Stadt Alfeld. Noch heute ist die Flurbezeichnung „Am Gerzer Schlag“ (Straßensperre durch Schlagbaum und Verhau) im Munde des Volkes geläufig, und man weiß, dass die Vorväter einst oftmals zur Waffe griffen, um den Feind abzuwehren. Aus dieser geschichtlichen Tatsache heraus ist der Gedanke geboren, die Wehrhaftigkeit zum Ausdruck zu bringen. |

## Kultur und Sehenswürdigkeiten
Bauwerke
- Das heutige Gebäude der evangelisch-lutherischen St.-Michaelis-Kirche wurde 1768 errichtet.